# Václav Štix
Václav Štix (* 27. února 1948) byl český a československý politik a bezpartijní poslanec Sněmovny lidu Federálního shromáždění za normalizace.

## Biografie
K roku 1976 se profesně uvádí jako zámečník. Ve volbách roku 1976 zasedl do Sněmovny lidu (volební obvod č. 123 - Havířov, Severomoravský kraj). Mandát obhájil ve volbách roku 1981 (obvod Havířov) a volbách roku 1986 (obvod Havířov). Ve Federálním shromáždění setrval do konce funkčního období, tedy do svobodných voleb roku 1990. Netýkal se ho proces kooptací do Federálního shromáždění po sametové revoluci.